# L.A. Woman (canção)
"L.A. Woman" é uma canção da banda de rock norte-americana The Doors. A canção foi lançada no álbum de 1971 de mesmo nome, o último com Jim Morrison antes da sua morte. A LA Weekly a elegeu em primeiro lugar na sua lista das  "20 melhores canções sobre a cidade de Los Angeles".